# Monument in het Wilhelminapark (Gorinchem)
Het monument in het Wilhelminapark is een standbeeld en oorlogsmonument in de stad Gorinchem, in de Nederlandse provincie Zuid-Holland.

## Achtergrond
Het monument werd opgericht als gedenkteken ter herinnering aan de Tweede Wereldoorlog, meer specifiek aan de in oktober 1944 gehouden razzia. Het beeld werd gemaakt door de zeventigjarige beeldhouwster Irma von Maubeuge, moeder van de burgemeester Rolly ridder van Rappard en in brons gegoten bij de firma Binder.""Geen opstandig verzet, geen haat, vooral geen verlangen naar wraak. Een man is weggevoerd door de vijand; hij denkt aan zijn vrouw en hoe zij zal zijn en ziet in zijn cel zijn vrouw - zij zal standvastig blijven, zij zal schouwen in de verte naar de toekomst en het kleine kind beschermen. Haar ene hand sluit zich tot een vuist, maar niet om te dreigen; en al zullen verdriet en angst een droeve lijn trekken om haar mond, zij zal niet versagen, zij zal moed en troost en berusting weten te vinden. Dit alles", zegt mevrouw Van Rappard, "heb ik willen zeggen met mijn beeld. (...) Ik heb willen troosten een ieder, die heeft geleden, zoals ik zelf troost heb weten te vinden."
Het beeld werd op 6 oktober 1951 onthuld, in aanwezigheid van onder anderen de burgemeester en beeldhouwster.

## Beschrijving
Het monument toont een vrouwenfiguur ten voeten uit, met gebalde linkerhand. Haar rechterhand rust als een beschermend gebaar op de schouder van een kleine jongen die voor haar staat.
Op de sokkel zijn in reliëf twee regels uit het 13e couplet van het Wilhelmus aangebracht: 

STANTVASTICH IS GHEBLEVEN
MYN HERT IN TEGHENSPOET

MEI 1940 - 1945